# Frédéric Leibovitz
Pour les articles homonymes, voir Leibovitz.
Frédéric Leibovitz, né le 8 avril 1947 à Paris, est un éditeur de musique français. Il est reconnu pour sa contribution au développement de l'édition de musiques destinées à l'image en France, notamment en créant les librairies musicales Koka-Média et Cézame Music Agency. En 2002, Koka-Média a reçu le Grand prix Sacem de l'éditeur de l'année, une distinction importante dans l'industrie musicale française,. En 2022, Frédéric Leibovitz a été honoré par une entrée au Hall of Fame.
Au cours de sa carrière, l'éditeur musical a travaillé avec divers artistes et compositeurs, couvrant un large éventail de genres musicaux.
Frédéric Leibovitz est également le compositeur du standard brésilien «Meu Mel». Cette chanson, créée en 1986 par Markinhos Moura, a été reprise par divers artistes locaux tels que Leonardoet Zé Vaqueiros. La chanson a reçu le Globo de Ouro en 1987,.

## Biographie

### Famille
Frédéric Leibovitz est le fils de Lucien Leibovitz, l'un des premiers disc-jockeys en France.
Son fils Vincent Leibovitz, connu sous le pseudonyme Chomsky, a co-fondé le label de musique électronique hip-hop Nowadays Records.

### Les années 1970-1980: labels Cézame et Cobra
Au début des années 1970, Frédéric Leibovitz élargit ses activités dans l'édition musicale. Il cofonde les Éditions Musicales Rhinocéros avec Boris Bergman, produisant notamment la chanson "Darla dirladada", qui gagne en popularité grâce à son utilisation dans le film "Les Bronzés".
En 1972, il crée les Éditions Frédéric Leibovitz. Il travaille avec le groupe Il était une fois, auteur du titre J’ai encore rêvé d’elle.
En 1975, il s'associe à Jean-Michel Gallois-Montbrun pour créer deux labels spécialisés: Cézame, orienté vers la musique folk, et Cobra, dédié au rock et aux musiques progressives. Cette collaboration l'amène à travailler sur différents genres musicaux avec divers artistes. Cézame édite notamment Marcel Dadi, guitariste de picking renommé, tandis que Cobra produit des groupes comme Sun Ra, Urban Sax, Heldon, représentatif de la scène rock progressive française, ainsi que les groupes punk français Metal Urbain.
Dans les années 1980, il continue d'élargir son champ d'action. Il diversifie le catalogue de Cézame en incluant des artistes internationaux et signe F.R David dont le titre "Words (Don’t come easy)" connaît un succès international entre 1982 et 1983. Cette période témoigne de sa capacité à s'adapter aux évolutions du marché musical et à identifier des talents prometteurs dans divers genres.

### L'ère de l'audiovisuel
Au début des années 1980, Frédéric Leibovitz s'associe avec RCA pour créer RCA-Média, une société proposant des répertoires musicaux adaptés aux besoins du secteur audiovisuel.
Il fonde ensuite Koka-Média à la fin des années 1980, dans le domaine de la musique pour l'image,.
En 1995, après le départ de son associé Jean-Michel Gallois-Montbrun, Frédéric Leibovitz recentre ses activités en relançant le label Cézame, cette fois-ci en se concentrant sur la musique pour l'image comme domaine de création spécifique. Dans cette optique, il crée le Cabinet de Musique Généraliste (CMG) avec le compositeur Denis Levaillant. Cette structure innovante rassemble des créateurs de divers horizons musicaux, de la musique contemporaine au jazz, en passant par l'électro-acoustique.

### Le développement de Cézame
Au début des années 2000, Cézame continue son développement sous la direction de Frédéric Leibovitz,. 